# 裝配線

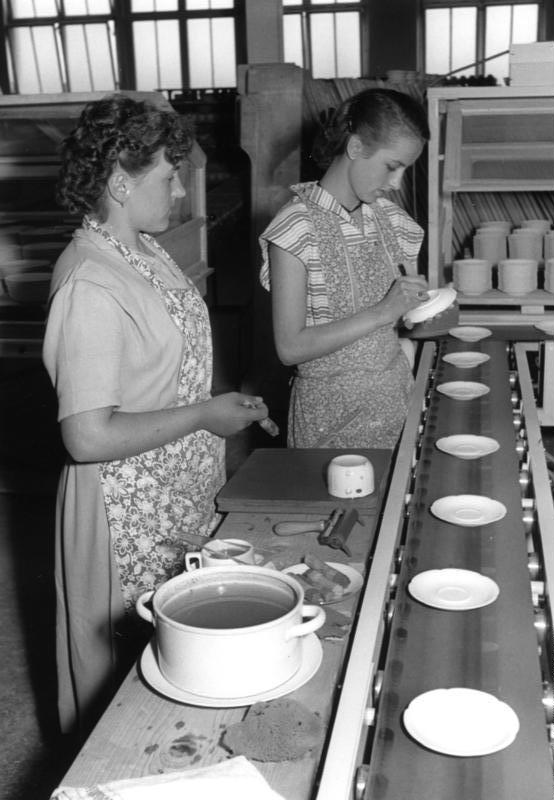
陶瓷装配线

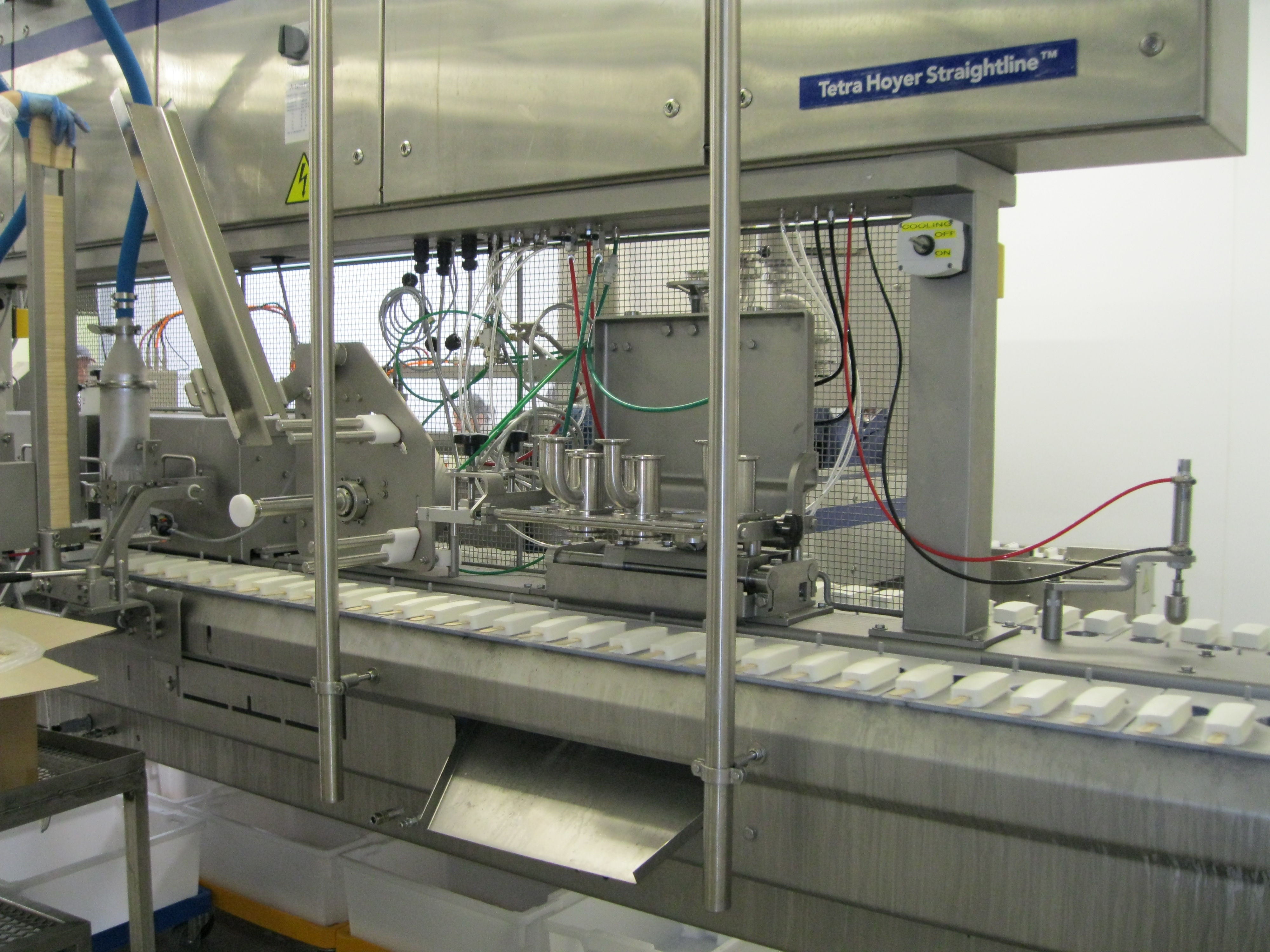
愛沙尼亞的食品自動化生產線

裝配線，又稱為生產線、流水線，是一種工業上的生產概念，最主要精神在於“讓某一個生產單位只專注處理某一個片段的工作”，而非傳統的讓一個生產單位從上游到下游完整完成一個產品。

## 概要
譬如某種產品之生產有5個步驟（步驟一二三四五），生產100個，雇用10人。傳統方式是讓每一位工人進行各個產品由1到5的全部步驟，即每人負責10個產品，每人進行各個產品的5個步驟，即步驟一二三四五，重複10次。裝配線方式是讓每一位工人重複進行某一種步驟，即2位工人負責全部100個產品的某一個步驟，每人進行同一步驟50次，譬如步驟二，重複50次。因每位工人或機器只需專注負責一個步驟，故此法讓工業生產效率大幅提高。

## 歷史
裝配線生产法可能最先出现在秦始皇大量製造兵馬俑時期，16世紀初期義大利威尼斯也有廠商使用裝配線快速造船，1801年英国有零件供應商也使用裝配線生產英國皇家海軍所需的零件。在美国第一个使用裝配线进行生产作业是1901年Oldsmobile汽車創辦人蘭塞姆·奧茨，他也將裝配線生產的方法登記專利，之後福特汽車另外獨立發展裝配線生產方法。將此概念實際應用而獲得極大成功的是美國汽車大王亨利·福特（Henry Ford），他以此法大幅降低汽車生產成本，進而降低售價，使汽車在美國普及化，更重要的是，他也證實了裝配線法的實用性而革命了工業生產方式，如今此法早已成為工廠生產線的主流。在今日只有部分豪華汽車會使用工匠做生產。